# استودیو فیلمکار
استودیو فیلمکار یک استودیو دوبله و صداگذاری بود که در شهر تهران، ایران قرار داشت. این استودیو در ۱۰ تیرماه ۱۳۵۰ تأسیس شد و مدیریت آن بر عهده‌ی روبیک منصوری بود.

## دوبلاژ
- آلما (۱۳۷۱)
- اتل متل توتوله (۱۳۷۰)
- جیب برها به بهشت نمی‌روند (۱۳۷۰)
- قرق (۱۳۷۰)
- نرگس (۱۳۷۰)
- آوای دریا (۱۳۶۹)
- بازگشت قهرمان (۱۳۶۹)
- جستجو در جزیره (۱۳۶۹)
- سفر جادویی (۱۳۶۹)
- مجنون (۱۳۶۹)
- بازی تمام شد (۱۳۶۸)
- بچه‌های طلاق (۱۳۶۸)
- دزد عروسک‌ها (۱۳۶۸)
- راز کوکب (۱۳۶۸)
- رانده شده (۱۳۶۸)
- شنگول و منگول (۱۳۶۸)
- عبور از غبار (۱۳۶۸)
- مرگ پلنگ (۱۳۶۸)
- ارثیه (۱۳۶۷)
- سلام سرزمین من (۱۳۶۷)
- گلنار (۱۳۶۷)
- ایستگاه (۱۳۶۶)
- جهیزیه ای برای رباب (۱۳۶۶)
- سیمرغ (۱۳۶۶)
- ویزا (۱۳۶۶)
- بگذار زندگی کنم (۱۳۶۵)
- ترنج (۱۳۶۵)
- دبیرستان (۱۳۶۵)
- ناخدا خورشید (۱۳۶۵)
- آوار (۱۳۶۴)
- سمندر (۱۳۶۴)
- طغیان (۱۳۶۴)
- مردی که موش شد (۱۳۶۴)
- پایگاه جهنمی (۱۳۶۳)
- تاراج (۱۳۶۳)
- مزدوران (۱۳۶۳)
- مشت (۱۳۶۳)
- استعاذه (۱۳۶۲)
- بازجویی یک جنایت (۱۳۶۲)
- بالاش (۱۳۶۲)
- تفنگدار (۱۳۶۲)
- خاک و خون (۱۳۶۲)
- اشباح (۱۳۶۰)

## استودیو صدا
- تکیه بر باد (۱۳۷۹)
- شور عشق (۱۳۷۹)
- دوستان (۱۳۷۸)
- پنجه در خاک (۱۳۷۶)
- جوانمرد (۱۳۷۵)
- پاکباخته (۱۳۷۴)
- سلام به انتظار (۱۳۷۴)
- گروگان (۱۳۷۴)
- اشک و لبخند (۱۳۷۳)
- آلما (۱۳۷۱)
- رابطه پنهانی (۱۳۷۱)
- طعمه (۱۳۷۱)
- مجسمه (۱۳۷۱)
- اتل متل توتوله (۱۳۷۰)
- انفجار در اتاق عمل (۱۳۷۰)
- تبعیدی‌ها (۱۳۷۰)
- جیب برها به بهشت نمی‌روند (۱۳۷۰)
- عملیات کرکوک (۱۳۷۰)
- قرق (۱۳۷۰)
- نرگس (۱۳۷۰)
- آوای دریا (۱۳۶۹)
- بازگشت قهرمان (۱۳۶۹)
- جستجو در جزیره (۱۳۶۹)
- سفر جادویی (۱۳۶۹)
- مجنون (۱۳۶۹)
- بازی تمام شد (۱۳۶۸)
- بچه‌های طلاق (۱۳۶۸)
- دزد عروسک‌ها (۱۳۶۸)
- راز کوکب (۱۳۶۸)
- رانده شده (۱۳۶۸)
- شنگول و منگول (۱۳۶۸)
- عبور از غبار (۱۳۶۸)
- مرگ پلنگ (۱۳۶۸)
- ارثیه (۱۳۶۷)
- سلام سرزمین من (۱۳۶۷)
- گلنار (۱۳۶۷)
- ایستگاه (۱۳۶۶)
- جهیزیه ای برای رباب (۱۳۶۶)
- سیمرغ (۱۳۶۶)
- ویزا (۱۳۶۶)
- بگذار زندگی کنم (۱۳۶۵)
- ترنج (۱۳۶۵)
- دبیرستان (۱۳۶۵)
- ناخداخورشید (۱۳۶۵)
- آوار (۱۳۶۴)
- سمندر (۱۳۶۴)
- طغیان (۱۳۶۴)
- مردی که موش شد (۱۳۶۴)
- پایگاه جهنمی (۱۳۶۳)
- تاراج (۱۳۶۳)
- مزدوران (۱۳۶۳)
- مشت (۱۳۶۳)
- استعاذه (۱۳۶۲)
- بازجویی یک جنایت (۱۳۶۲)
- بالاش (۱۳۶۲)
- تفنگدار (۱۳۶۲)
- خاک و خون (۱۳۶۲)
- حاجی واشینگتن (۱۳۶۱)
- اشباح (۱۳۶۰)